# جو بيرت
جو بيرت (بالإنجليزية: Jo Burt)‏ هو عازف قيثارة بريطاني، ولد في 1953.

## وصلات خارجية
- الموقع الرسمي
- جو بيرت على موقع ميوزك برينز (الإنجليزية)
- جو بيرت على موقع أول ميوزيك (الإنجليزية)
- جو بيرت على موقع ديسكوغز (الإنجليزية)